# Шейн (фильм)
«Шейн» (англ. Shane; 1953) — художественный фильм Джорджа Стивенса в жанре вестерн. Экранизация успешного одноимённого романа (1949) Джека Шефера.

## Сюжет
Территория Вайоминг, 1889 год. Актом о гомстедах президент Линкольн разрешил поселенцам самовольно захватывать участки на новых землях, при условии, что они займутся их хозяйственным освоением.
Семье Джо Старрета (Ван Хефлин), крепкого и решительного человека, не чуждого фермерского труда, достаётся не лучший участок, однако он успешно справляется с трудностями, достойно обеспечивая и жену Мэриан (Джин Артур), и маленького сына Джоуи (Брендон Де Уайлд). Однако местному магнату-скотоводу Руфусу Райкеру (Эмиль Мейер), считающему, что вся долина принадлежит ему, непрошенные гости приходятся не по нраву. С помощью наёмников-бродяг и головорезов он начинает терроризировать Старрета и его соседей-гомстедеров, понуждая их к продаже земли и отъезду. 
Но однажды на ферме Старрета останавливается таинственный человек с Дикого Запада, назвавшийся Шейном (Алан Лэдд). Поначалу недружелюбно встреченный настороженным хозяином, он вскоре находит общий язык и с ним, и с его маленьким сынишкой. А затем завоёвывает авторитет у остальных жителей долины, сначала вызвав на кулачный бой своего обидчика из банды Райкера — здоровяка-охламона Криса (Бен Джонсон), а после бросив вызов и её зарвавшемуся предводителю.
Немногословный и невозмутимый внешне Шейн никому не рассказывает о своём прошлом, однако жители долины вскоре догадываются, что некогда он был завзятым стрелком-ганфайтером. Особенно ярко это проявляется, когда, выйдя из терпения, он расправляется со всей бандой Райкера, вступившись за фермеров-поселенцев. Кульминацией схватки становится противостояние между невысоким, но ловким и опытным Шейном, и нанятым Райкером рослым ганфайтером Джеком Уилсоном (Джек Пэланс), привыкшим сражаться без правил…

## В ролях
- Алан Лэдд — Шейн
- Джин Артур — Мэриан Старрет
- Ван Хефлин — Джо Старрет
- Брендон Де Уайлд — Джоуи Старрет
- Джек Пэлэнс — Джек Уилсон
- Бен Джонсон — Крис Каллоуэй
- Эдгар Бьюкенен — Фред Льюис
- Эмиль Мейер — Руфус Райкер
- Элиша Кук-младший — Фрэнк Торри
- Эдит Эвансон — Миссис Шипстид
- Нэнси Кулп — миссис Хауэллс

## Съёмочная группа
- Производство: Paramount Pictures
- Режиссёр: Джордж Стивенс
- Продюсер: Джордж Стивенс
- Авторы сценария: Джек Шефер (роман), Э. Б. Гатри-младший, Джек Шер
- Оператор: Лойал Григгс
- Художники: Уолтер Тайлер, Хэл Перейра
- Композитор: Виктор Янг

## Награды
- 1954 — премия «Оскар» Лойалу Григгсу как лучшему оператору
- В 1993 году фильм был включён в Национальный кинореестр Библиотеки Конгресса США.
- Списки Американского института кино:
  - 100 лучших фильмов (1998) (1998) — 69-е место
  - 100 лучших героев и злодеев — 16-е место (Шейн)
  - 100 киноцитат — 47-е место («Шейн. Шейн. Вернись!»)
  - 100 самых вдохновляющих фильмов — 53-е место
  - 100 лучших фильмов (2007) — 45-е место
  - 10 лучших вестернов — 3-е место